# Dongchang
Dongchang (en chino:东昌区, pinyin:Dōngchāng qū, lit:bienes del oeste) es un distrito urbano bajo la administración directa de la ciudad-prefectura de Tonghua. Se ubica en la provincia de Jilin , noreste de la República Popular China . Su área es de 383 km² y su población total para 2010 fue de +300 mil habitantes.

## Administración
El distrito de Dongchang se divide en 10 pueblos que se administran en 7 subdistritos, 1 poblados y 2 villas.